# Markquis Nowell
Markquis Morris Nowell, né le 25 décembre 1999 à New York aux États-Unis, est un joueur américain de basket-ball évoluant au poste de meneur.

## Biographie

### NBA
Il n'est pas sélectionné lors de la draft 2023. Par la suite, il signe un contrat two-way avec les Raptors de Toronto. Il est coupé en mars 2024.

## Statistiques

### Universitaires
Les statistiques de Markquis Nowell en matchs universitaires sont les suivantes :
| Saison    | Équipe               | Matchs | Titul. | Min./m | % Tir | % 3pts | % LF | Rbds/m. | Pass/m. | Int/m. | Ctr/m. | Pts/m. |
| --------- | -------------------- | ------ | ------ | ------ | ----- | ------ | ---- | ------- | ------- | ------ | ------ | ------ |
| 2018-2019 | Arkansas Little Rock | 25     | 18     | 30.4   | .382  | .354   | .792 | 3.2     | 4.2     | 1.4    | –      | 11.1   |
| 2019-2020 | Arkansas Little Rock | 28     | 26     | 33.5   | .427  | .391   | .879 | 3.0     | 4.9     | 2.2    | 0.1    | 17.2   |
| 2020-2021 | Arkansas Little Rock | 15     | 8      | 30.5   | .344  | .333   | .873 | 3.9     | 6.0     | 2.3    | –      | 14.3   |
| 2021-2022 | Kansas State         | 27     | 21     | 30.4   | .386  | .307   | .829 | 3.4     | 5.0     | 2.2    | –      | 12.4   |
| 2022-2023 | Kansas State         | 36     | 36     | 36.9   | .386  | .355   | .889 | 3.5     | 8.3     | 2.6    | 0.1    | 17.6   |
| Carrière  | Carrière             | 131    | 109    | 32.9   | .390  | .353   | .866 | 3.4     | 5.8     | 0.0    | 2.2    | 14.8   |

## Palmarès et distinctions individuelles
- Third-team All-American – AP, USBWA, NABC, SN (2023)
- Bob Cousy Award (2023)
- First-team All-Big 12 (2023)
- First-team All-Sun Belt (2020)
- Big 12 All-Defensive Team (2023)
- Record de passes décisives réalisées sur une rencontre du tournoi final NCAA - 19 (2023)